# Marian Dyczek
Marian Dyczek (ur. 9 lipca 1923 w Strumianach, zm. 26 stycznia 2001 w Gnieźnie) – polski działacz sportowy, organizator TKKF i WOPR.

## Życiorys
Od 1957, tj. od czasu powstania TKKF, twórca ognisk związku na terenie Gniezna. Członek prezydium TKKF w Poznaniu i przewodniczący ogniska Sokół. Twórca Zarządu Miejskiego TKKF w Gnieźnie. Założyciel gnieźnieńskiego oddziału WOPR. Został odznaczony Medalem 40-lecia PRL, Zasłużony Działacz Kultury Fizycznej, odznaką honorową „Za Zasługi w Rozwoju Województwa Poznańskiego”, Za zasługi w rozwoju miasta Gniezna i Honorową Złotą Odznaką TKKF.